# Ard Schenk
Ard Schenk   (Anna Paulowna, 16 de setembre de 1944) és un patinador de velocitat sobre gel neerlandès, ja retirat, que va competir durant les dècades de 1960 i 1970.

## Carrera esportiva
Especialista de mitges i llargues distàncies, va participar en els Jocs Olímpics d'Hivern de 1964 realitzats a Innsbruck (Àustria), on finalitzà 13è en la prova de 1.500 metres. Posteriorment participà en els Jocs Olímpics d'Hivern de 1968 realitzats a Grenoble (França), on finalitzà 13è en la prova de 500 metres i aconseguí guanyar la medalla de plata en la prova de 1.500 metres. En els Jocs Olímpics d'Hivern de 1972, però, realitzats a Sapporo (Japó) aconseguí guanyar tres medalles d'or en les proves de 1.500, 5.000 i 10.000 metres. En la prova de 500 metres finalitzà 34è degut a una caiguda.
Al llarg de la seva carrera aconseguí convertir-se tres vegades en campió del seu país (així com quatre vegades es convertí en subcampió). En el Campionat d'Europa de patinatge de velocitat aconseguí les victòries els anys 1966, 1970 i 1972, i en el Campionat del Món de patinatge de velocitat ho feu els anys 1970, 1971 i 1972.
El 1973 abandonà la pràctica amateur del patinatge per passar a ser professional. Es retirà el 1975. El 1966, 1970, 1971 i 1972 fou escollit millor esportista neerlandès de l'any.

### Rècords del món
Al llarg de la seva carrera Schenk va batre 18 vegades el rècord del món:
| Distància | Temps   | Data                 | Seu    |
| --------- | ------- | -------------------- | ------ |
| 1.500 m   | 2:06.2  | 26 de gener de 1966  | Davos  |
| 3.000 m   | 4:26.2  | 29 de gener de 1966  | Inzell |
| 1.500 m   | 2:05.3  | 30 de gener de 1966  | Inzell |
| 3.000 m   | 4:18.4  | 25 de febrer de 1967 | Inzell |
| 1.000 m   | 1:20.6  | 28 de febrer de 1967 | Inzell |
| 1.000 m   | 1:20.6  | 5 de febrer de 1968  | Davos  |
| 3.000 m   | 4:12.6  | 15 de febrer de 1971 | Davos  |
| 1.500 m   | 1:58.7  | 16 de gener de 1971  | Davos  |
| Samalog   | 171.317 | 31 de gener de 1971  | Oslo   |
| 10.000 m  | 15:01.6 | 14 de febrer de 1971 | Ullevi |
| Samalog   | 171.130 | 14 de febrer de 1971 | Ullevi |
| 1.000 m   | 1:18.8  | 20 de febrer de 1971 | Inzell |
| 5.000 m   | 7:12.0  | 13 de març de 1971   | Inzell |
| 10.000 m  | 14:55.9 | 14 de març de 1971   | Inzell |
| Samalog   | 168.248 | 14 de març de 1971   | Inzell |
| 3.000 m   | 4:08.3  | 2 de març de 1972    | Inzell |
| 5.000 m   | 7:09.8  | 4 de març de 1972    | Inzell |
| Samalog   | 167.420 | 5 de març de 1972    | Inzell |

### Millors marques
| Distància | Temps   | Data                 | Seu    | Rècord del món |
| --------- | ------- | -------------------- | ------ | -------------- |
| 500 m     | 38.9    | 15 de gener de 1971  | Davos  | 38.46          |
| 1.000 m   | 1:18.8  | 20 de febrer de 1971 | Inzell | 1:19.2         |
| 1.500 m   | 1:58.7  | 16 de gener de 1971  | Davos  | 2:01.9         |
| 3.000 m   | 4:08.3  | 2 de març de 1972    | Inzell | 4:12.6         |
| 5.000 m   | 7:09.8  | 4 de març de 1972    | Inzell | 7:12.0         |
| 10.000 m  | 14:55.9 | 14 de març de 1971   | Inzell | 15:01.6        |
| Samalog   | 167.420 | 5 de març de 1972    | Inzell | 168.248        |